# Stadtkirche St. Peter (Sonneberg)

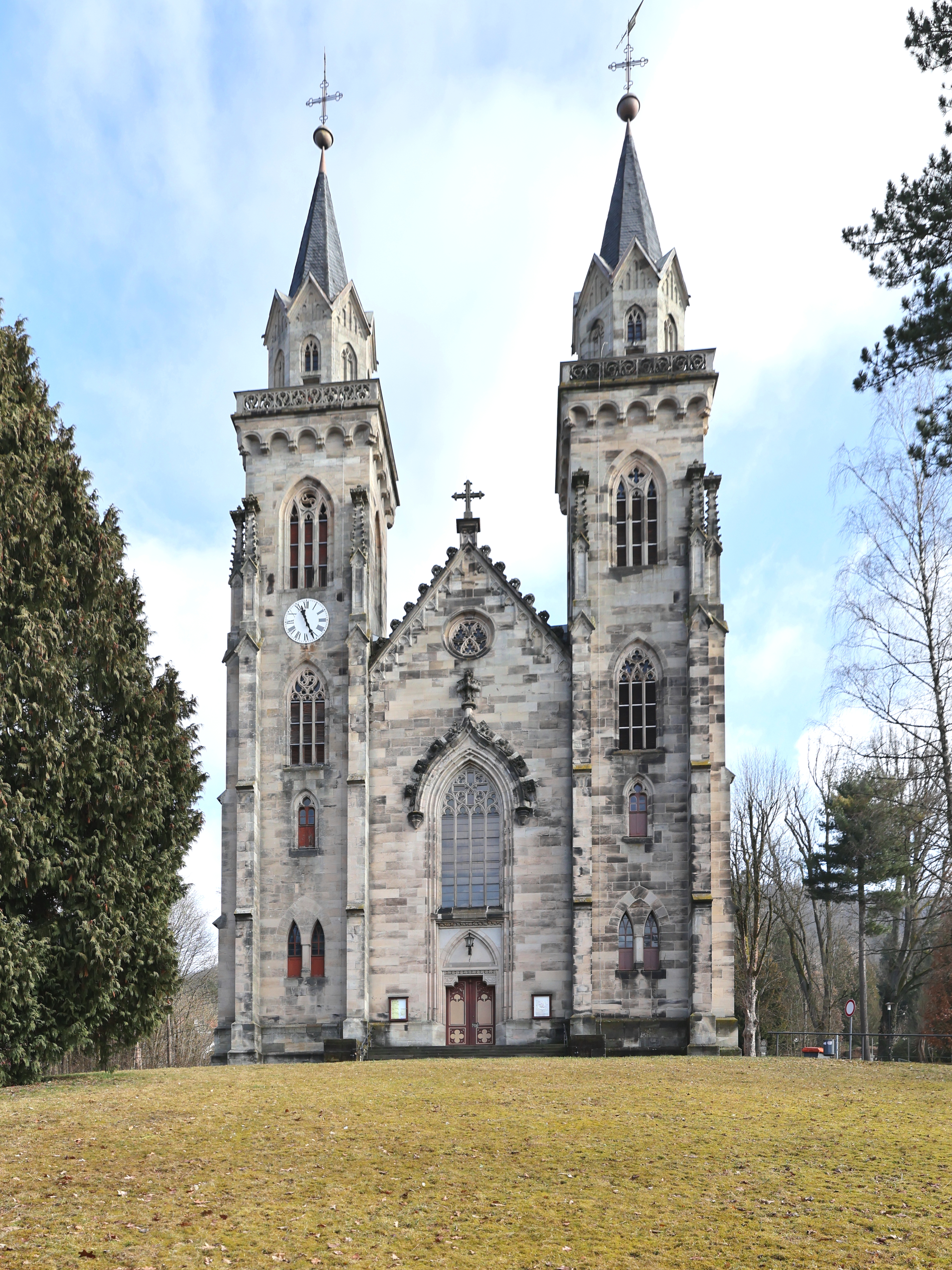
Stadtkirche St. Peter

Die evangelisch-lutherische Stadtkirche St. Peter steht in der Stadt Sonneberg im Landkreis Sonneberg in Thüringen.

## Lage
Die neugotische Kirche steht am nordöstlichen Stadtrand. Oberhalb des Gotteshauses befindet sich der Friedhof. Die Stadtkirche ist nach Südwesten gerichtet und wurde mit dem Doppelturm stadtbildprägend.

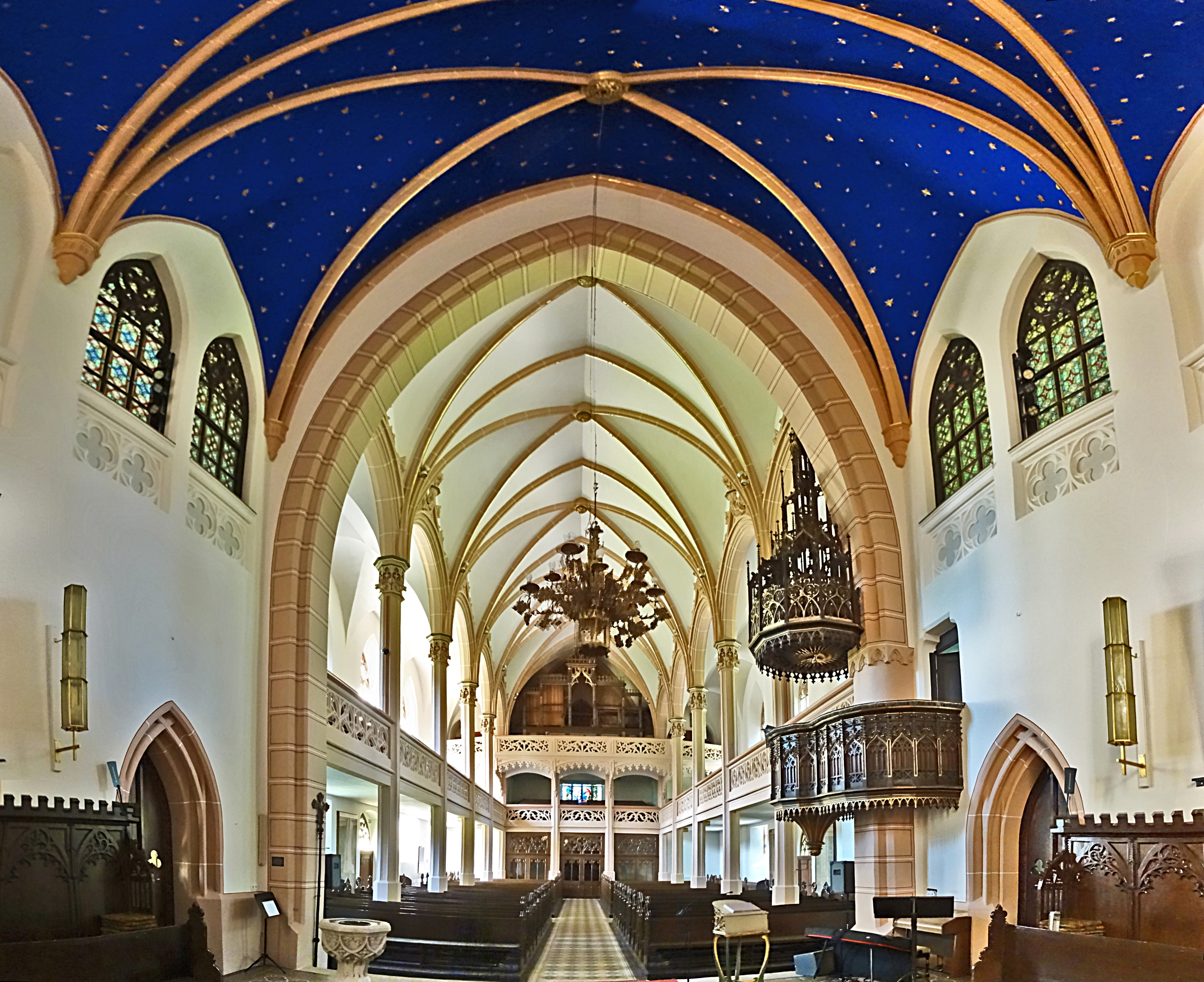
Innenansicht

## Geschichte
Während des Stadtbrandes 1840 war auch die Stadtkirche St. Johannis auf dem Markt ein Opfer der Flammen geworden. Schon 1843–1845 wurde ein neues Gotteshaus außerhalb der damaligen Stadt am Westhang des Schönbergs nach Plänen von Carl Alexander Heideloff errichtet, der die Nürnberger Lorenzkirche als Vorbild wählte. Am Pfingstsonntag, dem 11. Mai 1845, wurde das Gotteshaus eingeweiht.

## Besonderheiten des Gotteshauses
Die Staffel- und Emporenhalle hat ein dreischiffiges, fünfjochiges Langhaus mit eingezogenem Chor und Maßwerkfenstern. Den südwestlichen Abschluss der Sandsteinfassade bildet eine 45 Meter hohe Doppelturmfassade. Das gotisch gewölbte Mittelschiff hat einen polygonal geschlossenem Chor. Die Seitenschiffe sind durch Emporen mit Maßwerkbrüstungen unterteilt. Sechs Stützen tragen die Arkadenbögen mit Kielbogenaufsätzen und Krabben stützen das Kreuzrippengewölbe. Die Innenarchitektur, mit Säulen, Emporen und der Decke des Innenraums, besteht aus verputzten und farbig gefassten Holzkonstruktionen. Den gotischen Altar umrahmt eine Kreuzigungsgruppe. Die Figuren sind erhaltene Originale aus Franken um 1500. Die einstige Polychromie des Innenraumes konnte bei der Restaurierung wieder hergestellt werden. Die Romantik ist in drei der fünf Buntglasfenster nach Entwürfen von Moritz von Schwind 1892 in München geschaffen worden.
Seit 1950 läuten hier die Glocken der ehemaligen St.-Andreas-Kirche in Berlin, die im Krieg ausbrannte und 1949 gesprengt wurde.

## Orgel
Die Orgel errichtete 1925 W. Sauer Orgelbau Frankfurt (Oder). Das Instrument hat 42 Register auf drei Manualen und Pedal.